# Tumane Baldé
Tumane Baldé é um médico e político guineense.

## Biografia
Formado na Medicina no Instituto Superior Estatal de Medicina de Zaporojhye Ucrânia (EX-URSS), em 1983/1990. Dirigente do Partido da Renovação Social (PRS). Eleito deputado da Nação na IX legislatura.  Desempenhou a função do Director Clínico do Posto Médico João Emídio Costa da APGB. Foi do ministro da Função Pública, Trabalho e Segurança Social, no governo de Baciro Dja e tambem no governo do General Sissoco Embaló.